# Буторин, Тихон Иванович
Тихон Иванович Буторин (27 июня 1896, Кокоры, Вятская губерния — 25 мая 1958, Ногинск, Московская область) — советский военный деятель, генерал-майор авиации (1940 год).

## Биография
Тихон Иванович Буторин родился 27 июня 1896 года в деревне Кокоры (ныне — Куменского района Кировской области).

### Первая мировая и гражданская войны
В 1915 году был призван в ряды Русской императорской армии и направлен в учебную команду 119-го пехотного полка (город Вятка), по окончании которой был направлен на Юго-Западный фронт, в составе которого принимал участие в боевых действиях в чине старшего унтер-офицера.
В августе 1918 года вступил в ряды РККА.
С марта по декабрь 1919 года принимал участие в боевых действиях против войск под командованием А. В. Колчака, последовательно назначаясь в составе 37-го и 39-го стрелковых полков Восточного фронта на должности командира взвода, роты, 37-го стрелкового полка. Вскоре был направлен на Западный фронт, в составе которого по июнь 1920 года принимал участие в боевых действиях в ходе советско-польской войны.
За выдающуюся стойкость и доблесть, проявленную в период наступательных боев на город Варшава и последующие арьергардные бои Тихон Иванович Буторин был награждён орденом Красного Знамени.

### Межвоенное время
С окончанием войны Буторин продолжил командовать 37-м стрелковым полком, а с апреля 1921 года одновременно исполнял должность начальника укреплённого района Полоцка, Витебск, Орши и местечка Сенно. Принимал участие в ходе борьбы с бандитизмом.
В ноябре 1921 года был направлен на учёбу Высшие повторные курсы высшего и старшего начсостава при штабе Западного фронта, по окончании которых в июле 1922 года был назначен на должность командира батальона (13-й стрелковый полк, 5-я стрелковая дивизия, Западный фронт, а с апреля 1924 года — Западный военный округ).
С мая 1925 года служил в составе 27-й стрелковой дивизии (Западный военный округ, а с октября 1926 года — Белорусский военный округ) на должностях помощника командира и временно исполняющего должности командира 80-го и 79-го стрелковых полков. Вскоре был назначен на должность командира 81-го стрелкового полка.
В ноябре 1929 года был направлен на Стрелково-тактические курсы «Выстрел», по окончании которых с апреля 1930 года исполнял должность командира и комиссара 81-го стрелкового полка (27-я стрелковая дивизия). В ноябре 1931 года Буторин был назначен на должность помощника командира 11-й авиационной бригады, дислоцированной в Воронеже (Московский военный округ), а затем был направлен на учёбу на командный факультет Военно-воздушной академии РККА имени профессора Н. Е. Жуковского, по окончании которой в апреле 1932 года был назначен на должность командира и комиссара 59-й авиаэскадрильи (11-я авиационная бригада, Московский военный округ), а в июне 1933 года — на должность командира и комиссара 49-й авиаэскадрильи (Забайкальский военный округ).
В январе 1935 года Буторин был направлен в командировку в Китай, после возвращения из которой в ноябре 1937 года был назначен на должность командира и комиссара 5-й тяжелобомбардировочной авиационной бригады (Московский, а затем Белорусский военные округа), в мае 1938 года — на должность командующего 3-й авиационной армии особого назначения (АОН-3), дислоцированной в городе Ростов-на-Дону, а в мае 1940 года — на должность командующего ВВС Архангельского военного округа.
В 1940 году окончил курсы усовершенствования начальствующего состава при Академии Генштаба.

### Великая Отечественная война
В июле 1941 года Буторин был назначен на должность командующего ВВС 28-й армии, сформированной на базе войск Архангельского военного округа, а после выхода из окружения ВВС 43-й армии, находясь на которой, принимал участие в ходе Смоленского сражения, а затем в битве под Москвой.
В декабре 1941 года был назначен на должность преподавателя тактики ВВС Военно-воздушной академии РККА имени профессора Н. Е. Жуковского, а в ноябре 1942 года — на должность заместителя командира 13-го гвардейского стрелкового корпуса, который принимал участие в ходе Сталинградской битвы.
26 июля 1943 года был назначен на должность командира 63-го стрелкового корпуса (2-го формирования), который в ходе Миусской и Донбасской наступательных операций освободил более 200 населённых пунктов.
В январе 1944 года Буторин был направлен на учёбу на курсы усовершенствования начальствующего состава при Высшей военной академии имени К. Е. Ворошилова, по окончании которых в июле того же года был назначен на должность командира 80-го стрелкового корпуса, который участвовал в ходе в Люблин-Брестской и Рижской наступательных операций.
В связи с невыполнением корпусом поставленных боевых задач Буторин 3 октября 1944 года был отстранен от должности командира корпуса и откомандирован в распоряжение ГУК НКО. В ноябре был назначен на должность заместителя командира 134-го стрелкового корпуса, который принимал участие в ходе освобождения Польши.

### Послевоенная карьера
С окончанием войны Буторин служил в составе Северной группы войск, а с октября 1945 года находился в распоряжении ГУК НКО.
Генерал-майор Тихон Иванович Буторин в феврале 1946 года вышел в отставку. Умер 25 мая 1958 года в Ногинске Московской области.

## Награды
- Орден Ленина;
- Три ордена Красного Знамени;
- Орден Кутузова 2 степени (31 мая 1945) — за умелое и мужественное руководство боевыми операциями и за достигнутые в результате этих операций успехи в боях с немецко-фашистскими захватчиками[1]
- Медали.

## Память
В честь Т. И. Буторина названа одна из улиц в Ачинске (Красноярский край).